# First Division 1970-1971
La First Division 1970-1971 è stata la 72ª edizione della massima serie del campionato inglese di calcio, disputato tra il 15 agosto 1970 e il 5 maggio 1971 e concluso con la vittoria dell'Arsenal, al suo ottavo titolo.
Capocannoniere del torneo è stato Tony Brown (West Bromwich) con 28 reti.

## Stagione

### Novità
Al posto delle retrocesse Sunderland e Sheffield Weds sono saliti dalla Second Division l'Huddersfield Town e il Blackpool.
Va in pensione la Coppa delle Fiere. Da quest'anno la UEFA diede vita alla Coppa UEFA. L'accesso alla manifestazione era riservata alle migliori squadre che non avevano vinto il proprio campionato. Alla federazione inglese furono riservati 4 posti.

### Avvenimenti
L'inizio del campionato vide immediatamente in testa il Leeds Utd: vincendo le prime cinque gare gli uomini di Don Revie divennero la prima squadra a prendere il comando solitario della graduatoria, distanziando in seguito un gruppo di inseguitrici da cui emerse inizialmente il Manchester City e, in seguito, il Tottenham e l'Arsenal. Verso metà novembre i Gunners si accrediteranno come unici antagonisti dei Whites, i quali incrementarono progressivamente il loro vantaggio arrivando, a metà marzo a +7 dai rivali diretti. Verso la metà del mese successivo il Leeds accusò tuttavia una brusca frenata, ottenendo una serie di pareggi e sconfitte che permisero all'Arsenal di avvicinarsi e di passare in testa alla vigilia dello scontro diretto, programmato per la penultima giornata. Pur uscendo sconfitti dal big-match dell'Elland Road, i Gunners vinsero entrambi i recuperi dell'ultima giornata (tra cui il derby con il Tottenham) assicurandosi l'ottavo titolo del proprio palmarès.
La bagarre per l'assegnazione dei posti validi per la qualificazione in Coppa UEFA vide inizialmente prevalere il Tottenham e il Liverpool, che approfittando di un finale balbettante del Chelsea accompagnarono in Europa le già qualificate Leeds e Wolverhampton. Qualificandosi nella finale di FA Cup contro i campioni dell'Arsenal, i Reds ottennero il visto per l'accesso in Coppa delle Coppe: la successiva vittoria del Chelsea nella seconda competizione continentale favorì il ripescaggio in zona UEFA del Southampton classificatosi settimo. Meno avvincente fu la lotta per non retrocedere, con Burnley e Blackpool inchiodate sul fondo sin dall'inizio del torneo e retrocesse con diversi turni di anticipo.

## Squadre partecipanti
| Club              | Stagione | Città               | Stadio           | Stagione precedente                   |
| ----------------- | -------- | ------------------- | ---------------- | ------------------------------------- |
| Arsenal           | dettagli | Londra              | Arsenal Stadium  | 12º posto in First Division           |
| Blackpool         | dettagli | Blackpool           | Bloomfield Road  | 2º posto in Second Division, promosso |
| Burnley           | dettagli | Burnley             | Turf Moor        | 14º posto in First Division           |
| Chelsea           | dettagli | Londra              | Stamford Bridge  | 3º posto in First Division            |
| Coventry City     | dettagli | Coventry            | Highfield Road   | 6º posto in First Division            |
| Crystal Palace    | dettagli | Londra              | Selhurst Park    | 20º posto in First Division           |
| Derby County      | dettagli | Derby               | Baseball Ground  | 4º posto in First Division            |
| Everton           | dettagli | Liverpool           | Goodison Park    | 1º posto in First Division            |
| Huddersfield Town | dettagli | Huddersfield        | Leeds Road       | 1º posto in Second Division, promosso |
| Ipswich Town      | dettagli | Ipswich             | Portman Road     | 18º posto in First Division           |
| Leeds Utd         | dettagli | Leeds               | Elland Road      | 2º posto in First Division            |
| Liverpool         | dettagli | Liverpool           | Anfield          | 5º posto in First Division            |
| Manchester City   | dettagli | Manchester          | Maine Road       | 10º posto in First Division           |
| Manchester Utd    | dettagli | Manchester          | Old Trafford     | 8º posto in First Division            |
| Newcastle Utd     | dettagli | Newcastle upon Tyne | St James' Park   | 7º posto in First Division            |
| Nottingham Forest | dettagli | Nottingham          | City Ground      | 15º posto in First Division           |
| Southampton       | dettagli | Southampton         | The Dell         | 19º posto in First Division           |
| Stoke City        | dettagli | Stoke-on-Trent      | Victoria Ground  | 9º posto in First Division            |
| Tottenham         | dettagli | Londra              | White Hart Lane  | 11º posto in First Division           |
| West Bromwich     | dettagli | West Bromwich       | The Hawthorns    | 16º posto in First Division           |
| West Ham Utd      | dettagli | Londra              | Boleyn Ground    | 17º posto in First Division           |
| Wolverhampton     | dettagli | Wolverhampton       | Molineux Stadium | 13º posto in First Division           |

## Allenatori e primatisti
| Squadra           | Allenatore                                                        | Calciatore più presente                            | Cannoniere            |
| ----------------- | ----------------------------------------------------------------- | -------------------------------------------------- | --------------------- |
| Arsenal           | Bertie Mee                                                        | Bob Wilson (42)                                    | Ray Kennedy (19)      |
| Blackpool         | Les Shannon (1ª-14ª) Jimmy Meadows (15ª-22ª) Bob Stokoe (23ª-42ª) | John Craven (40)                                   | Micky Burns (10)      |
| Burnley           | Jimmy Adamson                                                     | Ralph Coates (38)                                  | Eric Probert (5)      |
| Chelsea           | Dave Sexton                                                       | John Hollins (40)                                  | Keith Weller (13)     |
| Coventry City     | Noel Cantwell (1ª-29ª) Bob Dennison (30ª-42ª)                     | Jeff Blockley (41)                                 | Ernie Hunt (10)       |
| Crystal Palace    | Bert Head                                                         | John Jackson (42)                                  | Alan Birchenall (10)  |
| Derby County      | Brian Clough                                                      | Kevin Hector, Dave Mackay, John O'Hare (42)        | John O'Hare (13)      |
| Everton           | Harry Catterick                                                   | Joe Royle (41)                                     | Joe Royle (17)        |
| Huddersfield Town | Ian Greaves                                                       | Roy Ellam, Frank Worthington (42)                  | Frank Worthington (9) |
| Ipswich Town      | Bobby Robson                                                      | Mick Mills (42)                                    | Colin Viljoen (10)    |
| Leeds Utd         | Don Revie                                                         | Norman Hunter (42)                                 | Allan Clarke (19)     |
| Liverpool         | Bill Shankly                                                      | Ray Clemence, Chris Lawler, Tommy Smith (41)       | Alun Evans (10)       |
| Manchester City   | Joe Mercer                                                        | Francis Lee (39)                                   | Francis Lee (14)      |
| Manchester Utd    | Wilf McGuinness (1ª-23ª) Matt Busby (24ª-42ª)                     | Bobby Charlton (42)                                | George Best (18)      |
| Newcastle Utd     | Joe Harvey                                                        | Tommy Gibb (42)                                    | Pop Robson (9)        |
| Nottingham Forest | Matt Gillies                                                      | 5 giocatori (42)                                   | Ian Storey-Moore (18) |
| Southampton       | Ted Bates                                                         | Mick Channon, Hugh Fisher, Joe Kirkup (42)         | Mick Channon (18)     |
| Stoke City        | Tony Waddington                                                   | Michael Pejic (42)                                 | John Ritchie (12)     |
| Tottenham         | Bill Nicholson                                                    | Martin Chivers, Steve Perryman, Martin Peters (42) | Martin Chivers (21)   |
| West Bromwich     | Don Howe                                                          | Tony Brown (42)                                    | Tony Brown (28)       |
| West Ham Utd      | Ron Greenwood                                                     | Frank Lampard (41)                                 | Geoff Hurst (16)      |
| Wolverhampton     | Bill McGarry                                                      | Jim McCalliog (40)                                 | Bobby Gould (17)      |

## Classifica finale
|        | Pos. | Squadra           | Pt | G  | V  | N  | P  | GF | GS | QR    |
| ------ | ---- | ----------------- | -- | -- | -- | -- | -- | -- | -- | ----- |
|        | 1.   | Arsenal           | 65 | 42 | 29 | 7  | 6  | 71 | 29 | 2.448 |
|        | 2.   | Leeds Utd         | 64 | 42 | 27 | 10 | 5  | 72 | 30 | 2.400 |
|        | 3.   | Tottenham         | 52 | 42 | 19 | 14 | 9  | 54 | 33 | 1.636 |
|        | 4.   | Wolverhampton     | 52 | 42 | 22 | 8  | 12 | 64 | 54 | 1.185 |
| [ 10 ] | 5.   | Liverpool         | 51 | 42 | 17 | 17 | 8  | 42 | 24 | 1.750 |
| [ 11 ] | 6.   | Chelsea           | 51 | 42 | 18 | 15 | 9  | 52 | 42 | 1.238 |
|        | 7.   | Southampton       | 46 | 42 | 17 | 12 | 13 | 56 | 44 | 1.273 |
|        | 8.   | Manchester Utd    | 43 | 42 | 16 | 11 | 15 | 65 | 66 | 0.985 |
|        | 9.   | Derby County      | 42 | 42 | 16 | 10 | 16 | 56 | 54 | 1.037 |
|        | 10.  | Coventry City     | 42 | 42 | 16 | 10 | 16 | 37 | 38 | 0.974 |
|        | 11.  | Manchester City   | 41 | 42 | 12 | 17 | 13 | 47 | 42 | 1.119 |
|        | 12.  | Newcastle Utd     | 41 | 42 | 14 | 13 | 15 | 44 | 46 | 0.957 |
|        | 13.  | Stoke City        | 37 | 42 | 12 | 13 | 17 | 44 | 48 | 0.917 |
|        | 14.  | Everton           | 37 | 42 | 12 | 13 | 17 | 54 | 60 | 0.900 |
|        | 15.  | Huddersfield Town | 36 | 42 | 11 | 14 | 17 | 40 | 49 | 0.816 |
|        | 16.  | Nottingham Forest | 36 | 42 | 14 | 8  | 20 | 42 | 61 | 0.689 |
|        | 17.  | West Bromwich     | 35 | 42 | 10 | 15 | 17 | 58 | 75 | 0.773 |
|        | 18.  | Crystal Palace    | 35 | 42 | 12 | 11 | 19 | 39 | 57 | 0.684 |
|        | 19.  | Ipswich Town      | 34 | 42 | 12 | 10 | 20 | 42 | 48 | 0.875 |
|        | 20.  | West Ham Utd      | 34 | 42 | 10 | 14 | 18 | 47 | 60 | 0.783 |
|        | 21.  | Burnley           | 27 | 42 | 7  | 13 | 22 | 29 | 63 | 0.460 |
|        | 22.  | Blackpool         | 23 | 42 | 4  | 15 | 23 | 34 | 66 | 0.515 |

Legenda:
      Campione d'Inghilterra e ammessa in Coppa dei Campioni 1971-1972.
      Ammessa in Coppa delle Coppe 1971-1972.
      Ammesse in Coppa UEFA 1971-1972.
      Retrocesse in Second Division 1970-1971.
Regolamento:
Due punti a vittoria, uno a pareggio, zero a sconfitta.
A parità di punti le squadre venivano classificate secondo il quoziente reti.

## Statistiche

### Squadre

#### Capoliste solitarie
Fonte:
|    | —— | —— | ——        | ——        | ——        | ——        | ——        | ——        | ——        | ——        | ——        | ——        | ——        | ——        | ——        | ——        | ——        | ——        | ——        | ——        | ——        | ——        | ——        | ——        | ——        | ——        | ——        | ——        | ——        | ——        | ——        | ——        | ——        | ——        | ——        | ——        | ——        | ——        | ——  | ——  | ——  | —— |  |
|    |    |    | Leeds Utd | Leeds Utd | Leeds Utd | Leeds Utd | Leeds Utd | Leeds Utd | Leeds Utd | Leeds Utd | Leeds Utd | Leeds Utd | Leeds Utd | Leeds Utd | Leeds Utd | Leeds Utd | Leeds Utd | Leeds Utd | Leeds Utd | Leeds Utd | Leeds Utd | Leeds Utd | Leeds Utd | Leeds Utd | Leeds Utd | Leeds Utd | Leeds Utd | Leeds Utd | Leeds Utd | Leeds Utd | Leeds Utd | Leeds Utd | Leeds Utd | Leeds Utd | Leeds Utd | Leeds Utd | Leeds Utd | Leeds Utd | Ars | Lds | Ars |    |  |
|    |    |    |           |           |           |           |           |           |           |           |           |           |           |           |           |           |           |           |           |           |           |           |           |           |           |           |           |           |           |           |           |           |           |           |           |           |           |           |     |     |     |    |  |
|    |    |    |           |           |           |           |           |           |           |           |           |           |           |           |           |           |           |           |           |           |           |           |           |           |           |           |           |           |           |           |           |           |           |           |           |           |           |           |     |     |     |    |  |
| 1ª | 2ª | 3ª | 4ª        | 5ª        | 6ª        | 7ª        | 8ª        | 9ª        | 10ª       | 11ª       | 12ª       | 13ª       | 14ª       | 15ª       | 16ª       | 17ª       | 18ª       | 19ª       | 20ª       | 21ª       | 22ª       | 23ª       | 24ª       | 25ª       | 26ª       | 27ª       | 28ª       | 29ª       | 30ª       | 31ª       | 32ª       | 33ª       | 34ª       | 35ª       | 36ª       | 37ª       | 38ª       | 39ª       | 40ª | 41ª | 42ª |    |  |

#### Primati stagionali
- Maggior numero di vittorie: Arsenal (29)
- Minor numero di sconfitte: Leeds (5)
- Miglior attacco: Leeds (72)
- Miglior difesa: Liverpool (24)
- Miglior media gol: Arsenal (2.448)
- Maggior numero di pareggi: Liverpool, Manchester City (17)
- Minor numero di vittorie: Blackpool (4)
- Maggior numero di sconfitte: West Bromwich (23)
- Peggiore attacco: Burnley (29)
- Peggior difesa: West Bromwich (75)
- Peggior differenza reti: Burnley (0.460)

### Individuali

#### Classifica marcatori
Fonte:
| Gol | Rigori |  | Giocatore        | Squadra         |
| --- | ------ |  | ---------------- | --------------- |
| 28  | 1      |  | Tony Brown       | West Bromwich   |
| 21  |        |  | Martin Chivers   | Tottenham       |
| 19  |        |  | Ray Kennedy      | Arsenal         |
| 19  |        |  | Allan Clarke     | Leeds Utd       |
| 18  |        |  | George Best      | Manchester Utd  |
| 18  | 1      |  | Ian Storey-Moore | Manchester Utd  |
| 18  | 2      |  | Mick Channon     | Southampton     |
| 17  | 1      |  | Ron Davies       | Southampton     |
| 17  |        |  | Bobby Gould      | Wolverhampton   |
| 17  |        |  | Joe Royle        | Everton         |
| 16  |        |  | Hugh Curran      | Wolverhampton   |
| 16  | 3      |  | Geoff Hurst      | West Ham Utd    |
| 15  |        |  | John Radford     | Arsenal         |
| 15  |        |  | Denis Law        | Manchester Utd  |
| 14  | 1      |  | Francis Lee      | Manchester City |